# Tim Perry
Pour les articles homonymes, voir Tim Perry (rugby à XV) et Perry.
Timothy D. Perry (né le 4 juin 1965 à Freehold, New Jersey) est un ancien joueur américain de basket-ball de NBA. Il mesure 2,05 m et il a échoué au Slam dunk contest en 1993.
Issu de Temple University, Perry fut sélectionné au 7e rang par les Phoenix Suns lors de la draft 1988. En huit saisons NBA, il réalisa 6,8 points et 4 rebonds de moyenne par match.
Il évolua ensuite en Espagne, en Liga ACB, avec Valencia et Bàsquet Manresa.
Perry joue pour les New Jersey Bullets en Eastern Basketball Alliance.